# 拉图尔 (上加龙省)
拉图尔（法語：Latour，法語發音：[latuʁ]）是法国上加龙省的一个市镇，属于米雷区。

## 地理
拉图尔（43°12'2"N, 1°16'51"E）面积6.24 平方千米，位于法国奧克西塔尼大區上加龙省，该省份为法国西南部内陆省份，西南端与西班牙接壤，自此顺时针与上比利牛斯省、热尔省、塔恩-加龙省、塔恩省、奥德省和阿列日省接壤。
与拉图尔接壤的市镇（或旧市镇、城区）包括：卢博、梅拉、巴镇、拉佩雷尔、蒙泰斯基厄沃尔韦斯特尔。

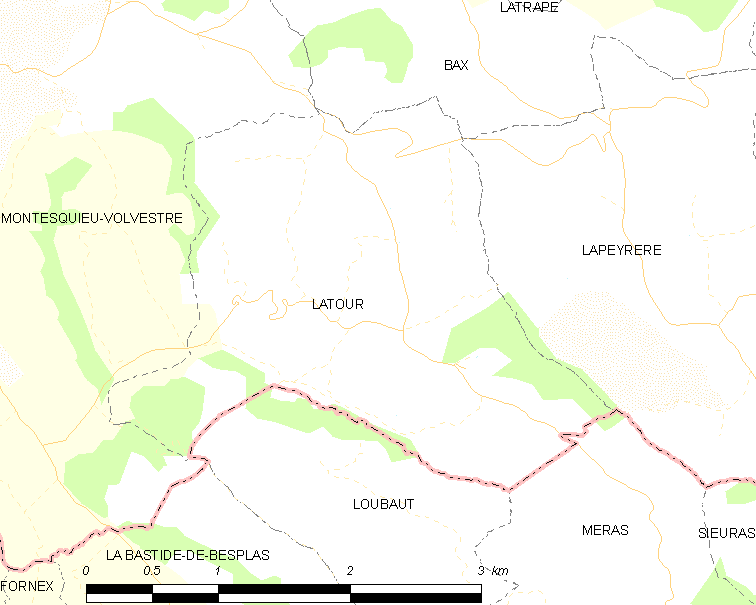
的OSM定位图

拉图尔的时区为UTC+01:00、UTC+02:00（夏令时）。

## 行政
拉图尔的邮政编码为31310，INSEE市镇编码为31279。

## 政治
拉图尔所属的省级选区为欧特里沃县。

## 人口

1962-2008年间人口变化图示

拉图尔于2022年1月1日时的人口数量为80人。